# Olymskij
Olymskij (in russo Олымский?) è un insediamento di tipo urbano della Russia europea, situato nel distretto Kastorenskij dell'oblast' di Kursk.
Si trova sul fiume Olym (bacino del Don), 4 km a sud del centro distrettuale di Kastornoe.